# Det røde guld
Det røde guld er en dansk dokumentarfilm fra 2004, der er instrueret af Signe Mølgaard.

## Handling
Den unge, danske forsker, Carsten Meier, har opfundet en plante, som kan finde landminer. Planten er genmodificeret og skifter farve fra grøn til rød, når den kommer i kontakt med sprængstof. Sammen med sin assistent, Anders Søndergaard, drager Carsten Meier til Angola for at teste planten på et område med landminer. Med på rejsen er også den britiske minerydningsekspert, Andy Smith, som skal skrive en rapport, der kan blåstemple planten internationalt. Der er bare ét problem: Andy Smith er vant til at arbejde med traditionel minerydning og har ingen viden om genmodificerede planter. Opholdet i Angola udvikler sig til et psykologisk drama.